# 西福克兰岛
西福克兰岛（英語：West Falkland），阿根廷称大马尔维纳岛（西班牙語：Isla Gran Malvina），是福克兰群岛中第二大岛屿，与东福克兰岛隔福克兰海峡相望。该岛面积4,532平方公里，总人口约200人。

## 地理
该岛的最高点在亚当山，海拔700m。